# Henk Steevens
Henk Steevens (Geleen, 4 oktober 1931 - 29 mei 2020) was een Nederlands wielrenner en ploegleider. 
Stevens was van 1953 tot 1955 profwielrenner. Hij nam in 1953 deel aan de Ronde van Frankrijk waar hij in de zesde etappe buiten tijd aankwam. Tijdens de Wereldkampioenschappen wielrennen van 1954 werd hij twintigste. 
Steevens was actief als ploegleider voor de TVM wielerploeg.
Henk Steevens was de broer van wielrenners Harrie Steevens en Leo Steevens.

## Palmares
1950
Nederlands clubkampioenschap (ploegentijdrit)
1953
Roosendaal